# Niemieckie pomniki żołnierskie z Legnickiego Pola

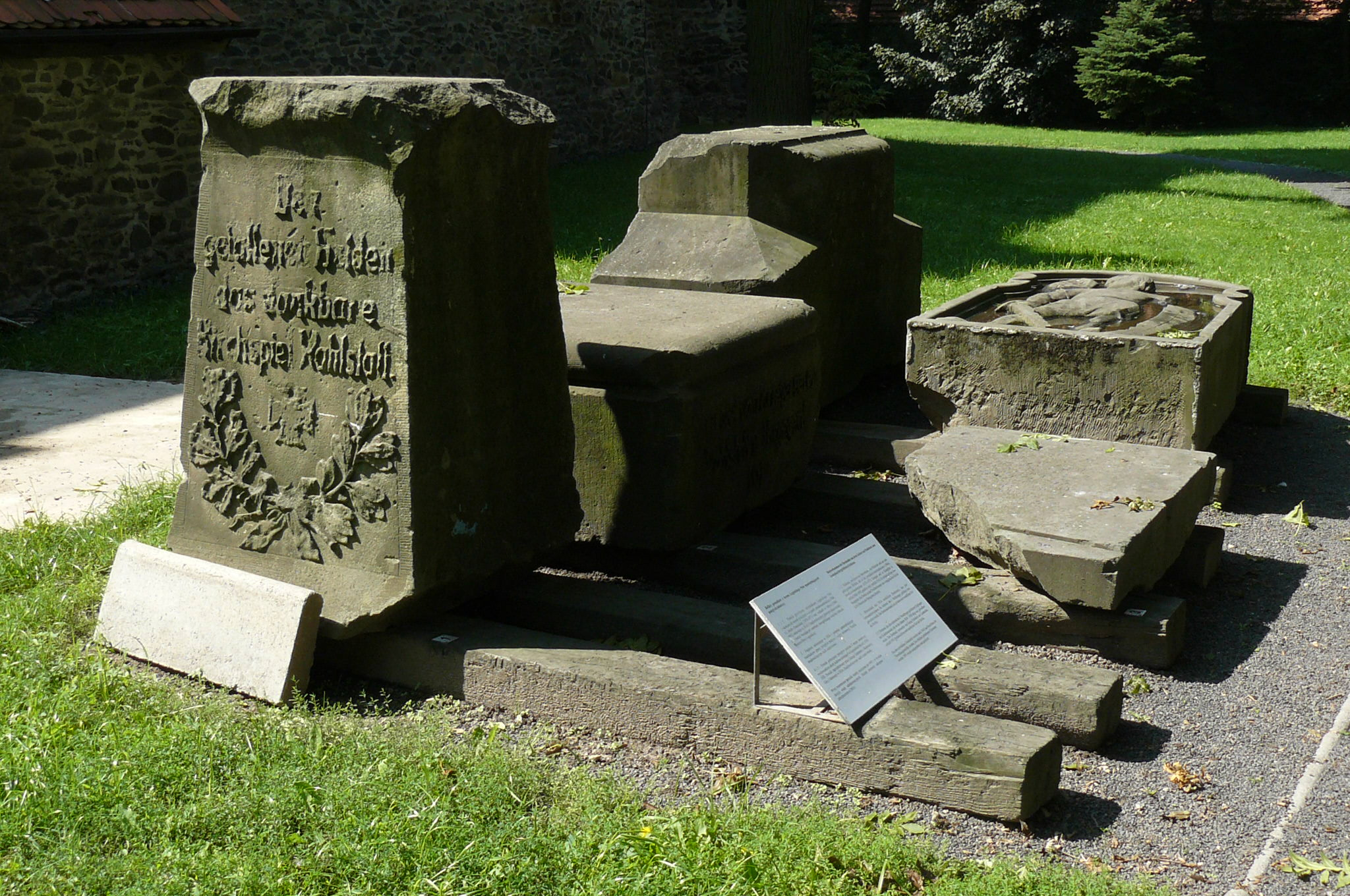
Relikty pomników

Niemieckie pomniki żołnierskie z Legnickiego Pola – pozostałości trzech niemieckich pomników zlokalizowanych w okolicach Legnickiego Pola, zniszczonych na polecenie polskich władz administracyjnych po 1945, zebrane i zgromadzone przy Muzeum Bitwy Legnickiej.
Relikty pomników zostały zebrane, zabezpieczone i umieszczone w jednym miejscu w 2003, kiedy to uległy już poważnej dewastacji. Są to następujące obiekty:
- pochodzący z 1910 pomnik mieszkańców wsi poległych w kilku konfliktach zbrojnych (stał przy murze kościoła ewangelickiego, obecnie Muzeum):
  - wojnie siedmiotygodniowej (1866),
  - wojnie prusko-francuskiej (1870-1871),
  - walkach w Afryce (1904-1905),
- pochodzący z 1924 pomnik mieszkańców gminy poległych w I wojnie światowej, stojący pierwotnie w północno-zachodniej części wsi,
- pochodzący z 1924 pomnik poległych podczas I wojny światowej uczniów miejscowej szkoły kadetów (działała w latach 1838-1920), pierwotnie stojący w północno-zachodniej części osady (projektantem był Georg Schubert z Kamiennej Góry).